# Volto segreto
Volto segreto (Masques) è un film del 1987 diretto da Claude Chabrol.

## Trama
Christian Legagneur è un popolare e stimato conduttore televisivo. Personaggio dai modi affabili e molto cordiali, visto come un emblema della sincerità e del buon cuore, conduce un programma dedicato a coppie di anziani. Un giorno, si presenta negli studi televisivi Roland Wolf, giornalista che vuole scrivere la biografia di Legagneur. Questi, approfittando di una breve vacanza, lo invita nella propria residenza di campagna, dove vivono anche una massaggiatrice privata e la figlioccia del presentatore, Catherine, ragazza di ricca famiglia adottata dopo che un incidente d'auto l'aveva privata dei genitori in tenera età. Legagneur è inoltre accompagnato dalla segretaria Colette e dal maggiordomo Max.
L'intenzione di scrivere un libro si rivela essere un pretesto, perché Roland, il cui vero cognome è Chevalier, cerca in realtà di scoprire la verità sulla sorella minore Madeleine, una ragazza che aveva trascorso un periodo nella villa prima di sparire all'improvviso, ufficialmente partita alla volta delle Seychelles. Madeleine era stata ospitata per tenere compagnia a Catherine, la quale è costretta in prevalenza a letto. Infatti, secondo il racconto di Legagneur, una cura errata le ha causato una paralisi temporanea da cui va molto lentamente riprendendosi, sommersa dalle premure del padrino. La giovane, totalmente immersa in un limbo di attenzioni, manifesta fin dall'inizio una predilezione dell'ospite, cui butta le braccia al collo sin dal primo giorno.
Una notte, Roland entra di nascosto nella camera del padrone di casa e scopre una serie di carte testimonianti la vera natura di Legagneur: il conto della ragazza, nel tempo, è stato prosciugato. La avverte immediatamente, ma Catherine reagisce con rabbia, non volendo e non potendo credergli, come non aveva creduto a Madeleine. Tuttavia, le insistenze di Chevalier finiscono con l'aprirle gli occhi. Tra loro divampa la passione, Catherine cessa di bere il tè e le vivande in cui sono sciolti dei sonniferi e recupera velocemente vitalità e forza fisica. Legagneur, preoccupato, tenta di mascherare il suo disappunto con le consuete attenzioni e predica alla fanciulla una prudenza apparentemente rivolta al suo bene.
L'uomo ha ormai scoperto i piani del suo presunto biografo, con cui ha sempre affettato la massima cordialità; ordina a Colette e Max (i quali fanno parte del complotto) di eliminare Catherine la quale, addormentata e caricata nel cofano di un'automobile, viene destinata a perire come Madeleine tra le lamiere di uno sfasciacarrozze se l'intervento di Roland non la salvasse all'ultimo momento. Così, mentre Legagneur si trova di nuovo negli studi televisivi a condurre la sua trasmissione, vede irrompere la coppia e i poliziotti. Improvvisamente abbandona la propria maschera bonaria e confessa di amare solo il denaro, di aver fatto parte di una trasmissione ipocrita e manifesta verso il pubblico i suoi veri sentimenti, rivolgendogli parole di disprezzo dal "profondo del cuore".